# Leucochimona vestalis
Leucochimona vestalis är en fjärilsart som beskrevs av Bates 1865. Leucochimona vestalis ingår i släktet Leucochimona och familjen Riodinidae. Inga underarter finns listade i Catalogue of Life.